# Moussa Ould Ebnou
Moussa Ould Ebnou este unul dintre cei mai cunoscuți romancieri mauritani. El a scris două romane: L’amour impossible (1990) și Le Barzakh (1994).